# Pro Bowl

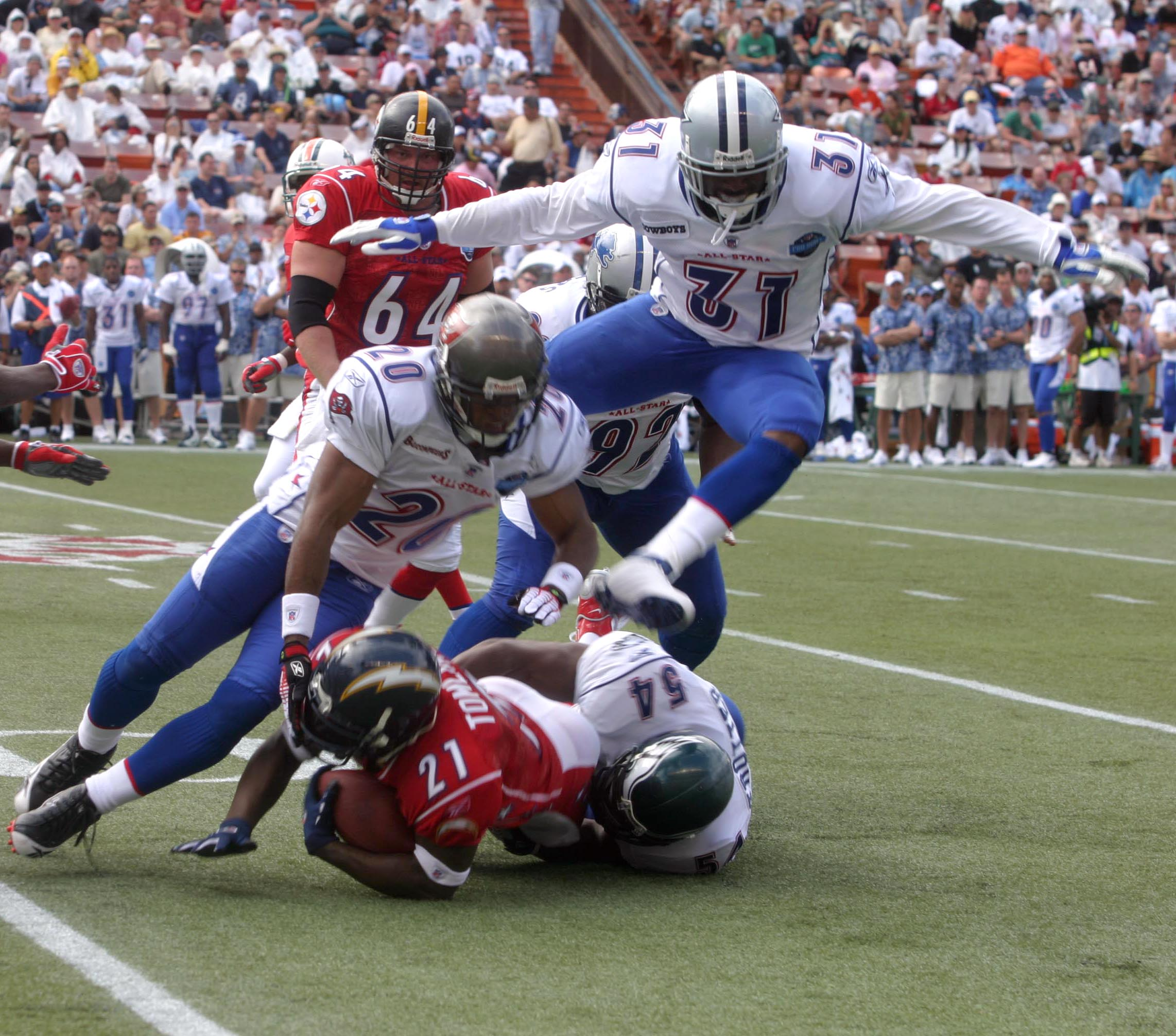
Jugada del Pro Bowl de 2006.

Pro Bowl o Tazón de los Profesionales, cuyo nombre oficial es AFC-NFC Pro Bowl, es la denominación que recibe el partido de estrellas de la NFL. Este partido marca el final oficial de la temporada de fútbol americano. Se viene celebrando desde el año 1951 y desde enero de 1980 hasta 2014 se realizó de manera consecutiva en el Aloha Stadium situado en Honolulu, Hawái, a excepción del año 2010 en que se celebró en Miami, Florida. Y el año 2017 dónde se celebró dentro del Camping World Stadium.
Debido al riesgo de lesiones, en el Pro Bowl los jugadores hacen contacto con mucha menor fuerza que en los partidos regulares, lo que ha motivado críticas de los espectadores y el público. La Associated Press comparó el partido de 2012 con una "guerra de almohadas".
El Pro Bowl 2013 se celebró el 27 de enero de 2013 en Hawái, una semana antes de la cuadragésima séptima edición del Supertazón, para lograr con ello un mayor entusiasmo en la semana previa al evento.
El 25 de enero de 2015 se celebra en Phoenix, Arizona; por segunda vez con un nuevo formato: el de dos capitanes eligiendo a sus jugadores. Gana el Equipo Irvin 32-28 sobre el Equipo Carter esta edición del duelo recreativo de la NFL. J.J. Watt fue el Jugador Defensivo Más Valioso del encuentro, luego de registrar una intercepción, recuperó un balón suelto y dirigía los bailes de la afición durante las pausas comerciales en el partido. Asistieron 63 225 personas al Estadio de la Universidad de Phoenix, en el fin de semana previo al Super Bowl XLIX.
El récord de apariciones en el Pro Bowl lo comparten Merlin Olsen DT y Bruce Matthews OT con 14 participaciones, ambos son miembros del Salón de la Fama.

## Ediciones

### AFC–NFC Pro Bowls (1970–2012)
| Temporada | Fecha        | Ganador | Marcador   | Perdedor | Estadio                       | Asistencia |
| --------- | ------------ | ------- | ---------- | -------- | ----------------------------- | ---------- |
| 1970      | Ene 24, 1971 | NFC     | 27–6       | AFC      | Los Angeles Memorial Coliseum | 48.222     |
| 1971      | Ene 23, 1972 | AFC     | 26–13      | NFC      | Los Angeles Memorial Coliseum | 53.647     |
| 1972      | Ene 21, 1973 | AFC     | 33–28      | NFC      | Texas Stadium                 | 37.091     |
| 1973      | Ene 20, 1974 | AFC     | 15–13      | NFC      | Arrowhead Stadium             | 66.918     |
| 1974      | Ene 20, 1975 | NFC     | 17-10      | AFC      | Miami Orange Bowl             | 26.484     |
| 1975      | Ene 26, 1976 | NFC     | 23–20      | AFC      | Louisiana Superdome           | 30.546     |
| 1976      | Ene 17, 1977 | AFC     | 24–14      | NFC      | The Kingdome                  | 64.752     |
| 1977      | Ene 23, 1978 | NFC     | 14–13      | AFC      | Tampa Stadium                 | 51.337     |
| 1978      | Ene 29, 1979 | NFC     | 13–7       | AFC      | Los Angeles Memorial Coliseum | 46.281     |
| 1979      | Ene 27, 1980 | NFC     | 37–27      | AFC      | Aloha Stadium                 | 49.800     |
| 1980      | Feb 1, 1981  | NFC     | 21–7       | AFC      | Aloha Stadium                 | 50.360     |
| 1981      | Ene 31, 1982 | AFC     | 16–13      | NFC      | Aloha Stadium                 | 50.402     |
| 1982      | Feb 6, 1983  | NFC     | 20–19      | AFC      | Aloha Stadium                 | 49.883     |
| 1983      | Ene 29, 1984 | NFC     | 45–3       | AFC      | Aloha Stadium                 | 50.445     |
| 1984      | Ene 27, 1985 | AFC     | 22–14      | NFC      | Aloha Stadium                 | 50.385     |
| 1985      | Feb 25, 1986 | NFC     | 28–24      | AFC      | Aloha Stadium                 | 50.101     |
| 1986      | Feb 1, 1987  | AFC     | 10–6       | NFC      | Aloha Stadium                 | 50.101     |
| 1987      | Feb 7, 1988  | AFC     | 15–6       | NFC      | Aloha Stadium                 | 50.113     |
| 1988      | Ene 29, 1989 | NFC     | 34-3       | AFC      | Aloha Stadium                 | 50.113     |
| 1989      | Feb 4, 1990  | NFC     | 27–21      | AFC      | Aloha Stadium                 | 50.445     |
| 1990      | Feb 3, 1991  | AFC     | 23–21      | NFC      | Aloha Stadium                 | 50.345     |
| 1991      | Feb 2, 1992  | NFC     | 21–15      | AFC      | Aloha Stadium                 | 50.209     |
| 1992      | Feb 7, 1993  | AFC     | 23–20 (OT) | NFC      | Aloha Stadium                 | 50.007     |
| 1993      | Feb 6, 1994  | NFC     | 17–3       | AFC      | Aloha Stadium                 | 50.026     |
| 1994      | Feb 5, 1995  | AFC     | 41–13      | NFC      | Aloha Stadium                 | 49.121     |
| 1995      | Feb 4, 1996  | NFC     | 20–13      | AFC      | Aloha Stadium                 | 50.034     |
| 1996      | Feb 2, 1997  | AFC     | 26–23 (OT) | NFC      | Aloha Stadium                 | 50.031     |
| 1997      | Feb 1, 1998  | AFC     | 29–24      | NFC      | Aloha Stadium                 | 49.995     |
| 1998      | Feb 7, 1999  | AFC     | 23–10      | NFC      | Aloha Stadium                 | 50.075     |
| 1999      | Feb 6, 2000  | NFC     | 51–31      | AFC      | Aloha Stadium                 | 50.112     |
| 2000      | Feb 4, 2001  | AFC     | 38–17      | NFC      | Aloha Stadium                 | 50.128     |
| 2001      | Feb 9, 2002  | AFC     | 38–30      | NFC      | Aloha Stadium                 | 50.301     |
| 2002      | Feb 2, 2003  | AFC     | 45–20      | NFC      | Aloha Stadium                 | 50.175     |
| 2003      | Feb 8, 2004  | NFC     | 55–52      | AFC      | Aloha Stadium                 | 50.127     |
| 2004      | Feb 13, 2005 | AFC     | 38–27      | NFC      | Aloha Stadium                 | 50.225     |
| 2005      | Feb 12, 2006 | NFC     | 23–17      | AFC      | Aloha Stadium                 | 50.190     |
| 2006      | Feb 10, 2007 | AFC     | 31–28      | NFC      | Aloha Stadium                 | 50.410     |
| 2007      | Feb 10, 2008 | NFC     | 42–30      | AFC      | Aloha Stadium                 | 50.044     |
| 2008      | Feb 8, 2009  | NFC     | 30–21      | AFC      | Aloha Stadium                 | 49.958     |
| 2009      | Ene 31, 2010 | AFC     | 41–34      | NFC      | Sun Life Stadium              | 70.697     |
| 2010      | Ene 30, 2011 | NFC     | 55–41      | AFC      | Aloha Stadium                 | 49.338     |
| 2011      | Ene 29, 2012 | AFC     | 59–41      | NFC      | Aloha Stadium                 | 48.423     |
| 2012      | Ene 27, 2013 | NFC     | 62–35      | AFC      | Aloha Stadium                 | 47.134     |

### Pro Bowl sin conferencia (2013-2015)
| Temporada | Fecha        | Marcador                         | Estadio                       | Asistencia |
| --------- | ------------ | -------------------------------- | ----------------------------- | ---------- |
| 2013      | Ene 26, 2014 | Equipo Rice 22 Equipo Sanders 21 | Aloha Stadium                 | 47.270     |
| 2014      | Ene 26, 2015 | Equipo Irvin 32 Equipo Carter 28 | University of Phoenix Stadium | 63.225     |
| 2015      | Ene 31, 2016 | Equipo Irvin 49 Equipo Rice 27   | Aloha Stadium                 | 50.000     |

### AFC–NFC Pro Bowls (2016–2022)
| Temporada | Fecha | Ganador | Marcador | Perdedor | Estadio | Asistencia |
| --------- | --- | --- | --- | --- | --- | --- |
| 2016      | Ene 29, 2017 | AFC | 20–13 | NFC | Camping World Stadium | 60.834 |
| 2017      | Ene 28, 2018 | AFC | 24–23 | NFC | Camping World Stadium | 51.019 |
| 2018      | Ene 27, 2019 | AFC | 26–7 | NFC | Camping World Stadium | 57.875 |
| 2019      | Ene 26, 2020 | AFC | 38–33 | NFC | Camping World Stadium | 54.024 |
| 2020      | Reemplazado con un evento virtual debido a la pandemia de COVID-19. El juego originalmente estaba programado para celebrarse en el Allegiant Stadium de Las Vegas, Nevada. | Reemplazado con un evento virtual debido a la pandemia de COVID-19. El juego originalmente estaba programado para celebrarse en el Allegiant Stadium de Las Vegas, Nevada. | Reemplazado con un evento virtual debido a la pandemia de COVID-19. El juego originalmente estaba programado para celebrarse en el Allegiant Stadium de Las Vegas, Nevada. | Reemplazado con un evento virtual debido a la pandemia de COVID-19. El juego originalmente estaba programado para celebrarse en el Allegiant Stadium de Las Vegas, Nevada. | Reemplazado con un evento virtual debido a la pandemia de COVID-19. El juego originalmente estaba programado para celebrarse en el Allegiant Stadium de Las Vegas, Nevada. | Reemplazado con un evento virtual debido a la pandemia de COVID-19. El juego originalmente estaba programado para celebrarse en el Allegiant Stadium de Las Vegas, Nevada. |
| 2021      | Feb 6, 2022 | AFC | 41–35 | NFC | Allegiant Stadium | 56.206 |

### Pro Bowl Games (2023–presente)
| Temporada | Fecha       | Ganador | Marcador | Perdedor | Estadio               | Asistencia |
| --------- | ----------- | ------- | -------- | -------- | --------------------- | ---------- |
| 2022      | Feb 5, 2023 | NFC     | 35–33    | AFC      | Allegiant Stadium     | 58.331     |
| 2023      | Feb 4, 2024 | NFC     | 64–59    | AFC      | Camping World Stadium | 55.709     |
| 2024      | Feb 2, 2025 | NFC     | 76–63    | AFC      | Camping World Stadium |            |